# Fuentesbuenas
Fuentesbuenas es una localidad del municipio conquense de Villas de la Ventosa, en la Comunidad Autónoma de Castilla-La Mancha (España). 
La iglesia está dedicada a La Concepción.

## Localidades limítrofes
Confina con las siguientes localidades:
- Al noreste con Olmedilla de Eliz y Castillo-Albaráñez.
- Al este con Bólliga.
- Al sureste con Culebras.
- Al sur con La Ventosa.
- Al suroeste con Villarejo del Espartal.
- Al noroeste con Olmeda de la Cuesta.

## Demografía
| Gráfica de evolución demográfica de Fuentesbuenas entre 1842 y 1960 |
| |
| Población de derecho según los censos de población del INE Población de hecho según los censos de población del INEEn estos censos se denominaba Fuentes Buenas: 1842 y 1857 Entre el censo de 1970 y el anterior, este municipio desaparece porque se integra en el municipio Villas de la Ventosa |

Evolución de la población
| Gráfica de evolución demográfica de Fuentesbuenas entre 2000 y 2017 |
|                                                                     |
| Población de derecho (2000-2017) según el padrón municipal del INE  |

## Historia
Así se describe a Funtesbuenas en el tomo VIII del Diccionario geográfico-estadístico-histórico de España y sus posesiones de Ultramar, obra impulsada por Pascual Madoz a mediados del siglo XIX:

Villa con ayuntamiento en la provincia y diócesis de Cuenca (5), partido judicial de Priego (4), audiencia territorial de Albacete (14), capitanía general de Castilla la Nueva (18); Situada en una pequeña eminencia próxima a las márgenes derechas del río Guadamejud, con libre ventilación y buen clima; siendo las tercianas las enfermedades más frecuentes. Consta de 37 casas de inferior construcción entre ellas la del ayuntamiento y otra que sirve de cárcel; iglesia bajo la advocación de la Purísima Concepción, anejo de la de Olmeda de la Cuesta de quien dista una legua y una fuente próxima a la villa algo salobre, cuyas aguas aprovechan sus vecinos para los usos más necesarios. Confina el término por el N con Olmedilla de Eliz (1 legua); E Villarejo del Espartal (1); S Bólliga y O Ventosa (la), a igual distancia ambos que el primero. El terreno es de inferior calidad, todo de secano. Los caminos en mal estado y conducen a los pueblos limítrofes. La correspondencia se recibe de Gascueña por valijero. Producciones: centeno, que es la principal cosecha, cebada y avena; se cría algún ganado lanar del llamado de la tierra. Población: 38 vecinos, 123 almas. Capital productivo: 256.580 reales. Imponible: 12.829. El presupuesto municipal asciende a 300 reales que es la dotación que se le da al secretario, los cuales se distribuyen entre los vecinos.
Diccionario geográfico-estadístico-histórico de España y sus posesiones de Ultramar